# Hysterium jabalpurense
Hysterium jabalpurense är en svampart som beskrevs av R.K. Verma & N. Sharma 2008. Hysterium jabalpurense ingår i släktet Hysterium och familjen Hysteriaceae.   Inga underarter finns listade i Catalogue of Life.